# 刘培善
刘培善（1912年9月4日—1968年5月8日），中国人民解放军中将，1955年获一级八一勋章、一级独立自由勋章、一级解放勋章，文化大革命中遭受迫害。
刘培善曾与宋时轮在淮海战役中指挥徐东阻击战，以华野3个纵队7个师兵力抵挡国军徐州剿总5个军12个师长达十二天的进攻，是第二次国共内战中规模最大的阻击战役。
刘培善之妻为原上海市人大副主任左英。他们育有二子，长子刘晓榕中将曾任总后勤部副政委，次子刘胜中将曾为总装备部、军委装备发展部副部长。